# Allexis cauliflora
Allexis cauliflora là một loài thực vật thuộc họ Violaceae. Loài này có ở Ghana và Nigeria. Chúng hiện đang bị đe dọa vì mất môi trường sống.